# Горішня Крепост
Горішня Кре́пост (болг. Горна крепост) — село в Кирджалійській області Болгарії. Входить до складу общини Кирджалі.

## Населення
За даними перепису населення 2011 року у селі проживала 241 особа, з них 237 осіб (98,3%) — турки.
Розподіл населення за віком у 2011 році:
Динаміка населення: